# 1942年伯利兹飓风
1942年伯利兹飓风（英語：1942 Belize hurricane）是有纪录以来唯一在11月吹袭伯利兹的飓风，也是1942年大西洋飓风季第13个热带气旋、第11场热带风暴和第四场飓风，最早于11月5日在特克斯和凯科斯群岛附近出现。气旋起初就有热带风暴强度，在向西移动期间缓慢增强，之后转向西南偏南穿越巴哈马。11月6日，风暴强度达到现代萨菲尔-辛普森飓风等级下的一级飓风标准，并且当天就登陆古巴卡马圭省罗马诺岛。古巴和巴哈马所受影响基本仅限于大风和气压降低。飓风在经过古巴期间于11月7日减弱成热带风暴，不久就进入加勒比海，当天重新强化成飓风并朝西南前进。
11月8日晚，气旋蜿蜒向西移动并增强成二级飓风，再于六小时后达到持续风速每小时175公里的最高强度。次日清晨，风暴袭击考尔克岛和伯利兹区北部，然后急剧弱化，登陆不到12小时就消退成热带风暴。11月10日清晨，气旋进入坎佩切湾，然后动向飘忽不定，直至11月11日吹袭尤卡坦半岛并在数小时后逐渐消散。伯利兹和尤卡坦半岛狂风肆虐，其中伯利兹受到重创。圣佩德罗九成建筑被毁，纽顿被彻底夷平，居民只能另觅居所，之后建立沿海村庄霍普金斯。树木和包括椰子在内的多种作物受创严重，整场飓风共造成九人死亡，经济损失约为400万美元。

## 气象历史
11月3至4日，一股东风波经过西印度群岛，于11月5日抵达特克斯和凯科斯群岛附近，在协调世界时凌晨0点发展成热带风暴。气旋朝西北偏北移动，之后转向西进穿越巴哈马南部。受上空的高压脊阻挡，风暴无法继续西进，于11月6日转向西南偏西。中午12点，气旋强度达到现代萨菲尔-辛普森飓风等级的一级飓风标准。下午18点左右，风暴以风力时速130公里强度从卡马圭省罗马诺岛登陆。飓风在穿越古巴山区期间迅速减弱，强度在11月7日清晨回落到热带风暴标准。然后就进入西北加勒比海。当晚，气旋重新增强成一级飓风并继续向西南方向前进。
11月8日中午左右，风暴转向西进，在逼近伯利兹期间强化成二级飓风，不久后又达到持续风速175公里的最高强度；并且这样的风速还源于保守估计，气旋有可能已成为大型飓风，只是没有足够数据得出肯定结论。风暴至此成为历史上唯一在11月袭击伯利兹的飓风。11月9日凌晨0点，气旋以最高强度先后吹袭考尔克岛（Caye Caulker）和伯利兹区北部。伯利兹市一家天文台测得991毫巴（百帕，29.3英寸汞柱）气压，这也是正式纪录中飓风的最低气压。风暴在内陆上空急剧减弱，强度在11月9日中午12点回落到热带风暴标准。气旋接下来转向西北，于11月10日清晨抵达坎佩切湾。风暴蜿蜒行进至尤卡坦半岛西侧，然后又转向东南。11月11日中午12点左右，风暴以持续风速每小时75公里强度从坎佩切附近登陆。不到六小时后，气旋弱化成热带低气压，并在不久后消散。

## 影响
巴哈马测得997毫巴（百帕，29.4英寸汞柱）气压，埃克苏马（Exuma）的乔治敦（Georgetown）所测持续风速在蒲福氏风级下达到九级，但没有任何报导表明该国因此受到破坏。古巴部分地区狂风肆虐，卡马圭省的格兰德岛测得每小时110公里的持续风速，卡马圭的阵风时速有74公里。飓风从坎佩切附近吹袭尤卡坦半岛的墨西哥湾沿岸地区，当地阵风时速达到蒲福氏风级的九级标准。金塔纳罗奥州的植被受损，对大范围森林火灾推波助澜。虽然气旋强度达到二级飓风标准，但伯利兹所测持续风速只有每小时87公里。当地所受破坏基本局限在南北走向160公里、东西跨度64至80公里的沿海地区。圣佩德罗约九成的建筑被毁。纽顿（Newtown）被彻底夷平，当地居民南迁后建立沿海村落霍普金斯（Hopkins）。安伯格里斯岛许多房屋和椰子种植园受创或被毁，迫使许多劳工和种植园主另觅营生，其中大部分之后开始从事渔业。风暴共夺走九条人命，但考虑到许多小型渔船搁浅或被卷入大海，实际死亡人数可能更多。大面积植被受到破坏，灾后评估认为被毁的冠层物种超过75%。低矮的灌木受损程度较轻，约有四分之一到二分之一的松树倒塌。海岸沿线的强烈潮汐把考尔克岛分成三段，把“沿途的一切”卷走。整场飓风共造成价值400万美元的破坏，其中100万属包括建筑和民宅在内的公共与私人财产，另外300万是包括椰子在内的多种农作物，可能还包括对红木和树胶行业造成的损失。